# Saint-André-de-Valborgne
Saint-André-de-Valborgne is een gemeente in het Franse departement Gard (regio Occitanie) en telt 368 inwoners (1999). De plaats maakt deel uit van het arrondissement Le Vigan.

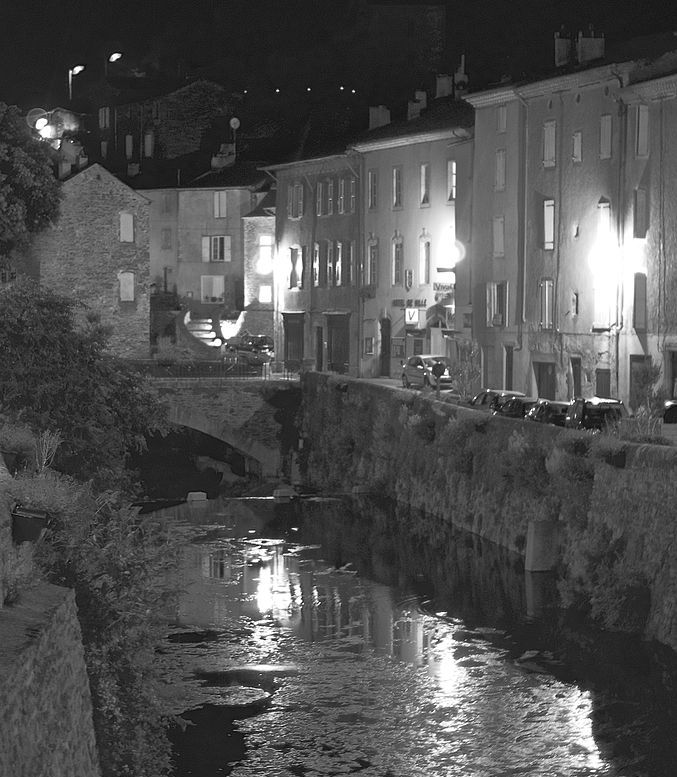
Saint-André-de-Valborgne bij nacht

## Geografie
De oppervlakte van Saint-André-de-Valborgne bedraagt 48,6 km², de bevolkingsdichtheid is 7,6 inwoners per km².

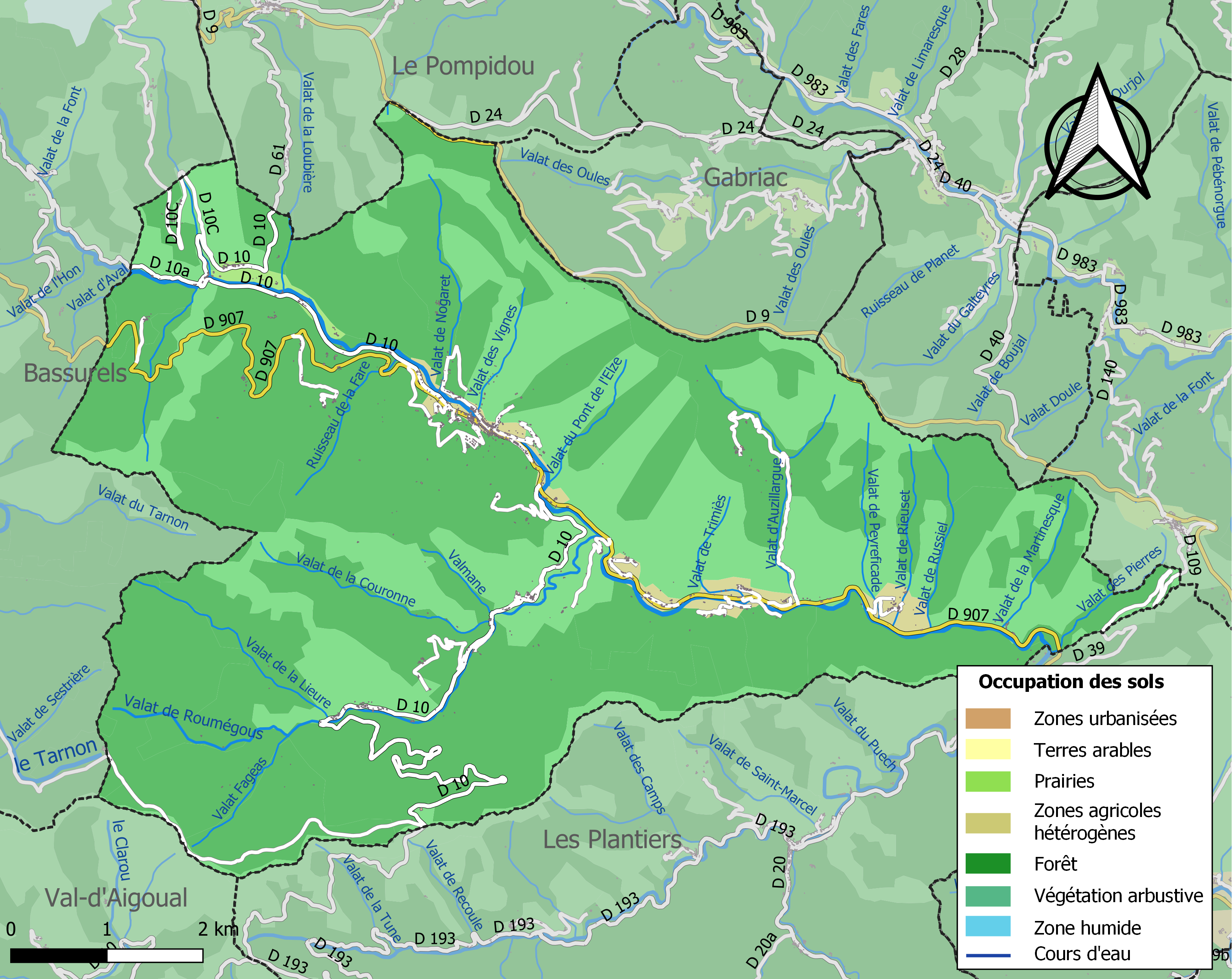
Kaartvandegemeentemetdebelangrijksteinfrastructuur, bodemgebruik en omliggende gemeenten

## Demografie
Onderstaande figuur toont het verloop van het inwonertal (bron: INSEE-tellingen).